# Звонко Јазбец
Звонко Јазбец (Јангстаун, 7. септембар 1911 — Загреб, 15. март 1970) био је југословенски и хрватски фудбалер, репрезентативац и фудбалски тренер.

## Каријера
Рођен је 7. септембра 1911. године у америчком граду Јангстаун, држава Охајо. Као петогодишњи дечак стигао је са породицом у Загреб, а фудбал је почео да игра у загребачкој Конкордији. Први наступ на лигашкој сцени је имао сезоне 1932/33. године. Првобитно је играо десно крило, а до пуног изражаја дошао је тек на месту центархалфа, на коме је испољио високу технику и умешност.
Одиграо 13 утакмица за градску селекцију Загреба и једну за југословенски „Б“ тим (1934). За А репрезентацију Југославије наступио је десет пута. Дебитовао је 18. марта 1934. у сусрету против Бугарске (2:1) у Софији, када је заменио повређеног Марушића, а последњу утакмицу за државни тим одиграо је 6. септембра 1938. против Румуније у Београду (резултат 1:1). Током 1940. године одиграо је три утакмице за репрезентацију тадашње Бановине Хрватске.
После Другог светског рата стално је живео у Ријеци. Био је тренер Кварнера из Ријеке, Оријента, Вартекса из Вараждина и Текстилца из Загреба.
Преминуо је 15. марта 1970. године од последица срчаног удара, сахрањен је у Загребу.

## Наступи за репрезентацију Југославије
| #   | Датум              | Место      | Противник | Резултат | Гол | Такмичење               |
| --- | ------------------ | ---------- | --------- | -------- | --- | ----------------------- |
| 1.  | 18. март 1934.     | Софија     | Бугарска  | 2:1      | 0   | Пријатељска утакмица    |
| 2.  | 16. децембар 1934. | Париз      | Француска | 2:3      | 0   | Пријатељска утакмица    |
| 3.  | 11. јул 1936.      | Истанбул   | Турска    | 3:3      | 0   | Пријатељска утакмица    |
| 4.  | 6. септембар 1936. | Београд    | Пољска    | 9:3      | 0   | Пријатељска утакмица    |
| 5.  | 9. мај 1937.       | Будимпешта | Мађарска  | 1:1      | 0   | Пријатељска утакмица    |
| 6.  | 6. јун 1937.       | Београд    | Белгија   | 1:1      | 0   | Пријатељска утакмица    |
| 7.  | 8. мај 1938.       | Букурешт   | Румунија  | 1:0      | 0   | Куп пријатељских земаља |
| 8.  | 22. мај 1938.      | Ђенова     | Италија   | 0:4      | 0   | Пријатељска утакмица    |
| 9.  | 29. мај 1938.      | Брисел     | Белгија   | 2:2      | 0   | Пријатељска утакмица    |
| 10. | 6. септембар 1938. | Београд    | Румунија  | 1:1      | 0   | Куп пријатељских земаља |